# Hòa Bình (Provinz)
Hòa Bình ist eine Provinz von Vietnam. Sie liegt im Nordwesten des Landes in der Region Nordwesten. Hauptstadt der Provinz ist Hòa Bình.

## Bezirke
Hòa Bình gliedert sich in 11 Bezirke, darunter eine Provinzstadt (Hòa Bình) sowie 10 Landkreise (huyện):
- Cao Phong
- Đà Bắc
- Kim Bôi
- Kỳ Sơn
- Lạc Sơn
- Lạc Thủy
- Lương Sơn
- Mai Châu
- Tân Lạc
- Yên Thủy

## Bevölkerung
Gemäß der Bevölkerungsstatistik von 2009 hatte Hòa Bình 785.217 Einwohner, davon lebten 117.561 (15,0 %) in Städten. 235.915 (30,0 %) waren jünger als 18 Jahre, 60.704 (7,7 %) 60 Jahre und älter.
Mit 501.956 Bewohnern (63,9 %) gehörte die Mehrheit der Bevölkerung der Volksgruppe der Mường an, 207.569 (26,4 %) waren ethnische Vietnamesen (Kinh), 31.386 (4,0 %) Thái-Nationalität an, 23.089 (2,9 %) Tay und 15.233 (1,9 %) Yao (Dao). Dabei waren die Vietnamesen in Städten überproportional vertreten (wo sie auch die Mehrheit der Bevölkerung stellten), alle anderen Volksgruppen lebten überwiegend auf dem Land.